# Borita Casas
Liboria Casas Regueiro, más conocida como Borita Casas (Madrid, 21 de julio de 1911-Ciempozuelos, 26 de octubre de 1999), fue una escritora española de literatura infantil y juvenil, creadora del personaje Antoñita la Fantástica.

## Biografía
Nació en Madrid en 1911, en una familia acomodada dedicada a la industria farmacéutica, que vivía en el barrio de Salamanca. El comienzo de la guerra civil la encontró realizando un viaje de estudios por Alemania con unos amigos. Un hermano de Borita, falangista, murió en el frente franquista; mientras que otro hermano, perteneciente a Izquierda Republicana, tuvo que exiliarse en Francia tras la guerra. 
La precaria situación económica de la familia en el periodo de la posguerra obligó a Borita a buscar trabajo. Su primo, Jacinto Miquelarena le proporcionó un empleo como locutora en Radio Madrid. Fue también locutora de Radio Nacional de España, donde puso la voz a programas como Charlas del hogar y Boutique insólita; colaboró en las revistas Chicos y Mis Chicas. Su personaje de Antoñita la Fantástica cobró gran popularidad con unas emisiones de 1948 en Radio Madrid, Charlas de Antoñita y Don Antonio.

## Antoñita la fantástica

### En la radio
Dos compañeros de Radio Madrid, Pototo y Boliche - Manuel Bermúdez-, que como payasos coprotagonizaban un programa para niños, animaron a Borita a crear un personaje infantil. Así surgió Antoñita, la niña que va a la radio con su chacha Nicerata para hablar con «don Antonio». Borita Casas prestó la voz a Antoñita, mientras que Antonio Calderón y Josefina Carreras interpretaban a Don Antonio y Nicerata, respectivamente.
La mezcla de "realismo" y fantasía facilitaba, por una parte, la identificación de una adolescente de la época con la protagonista y, por otra parte, el deseo de buscar una escapatoria a la dureza de la realidad cotidiana. Así Antoñita hablaba con las «musarañas», viajaba al país de Babia, acompañaba a los Reyes Magos en el reparto de juguetes, conversaba con una vieja lámpara de tulipa, pasaba una noche con el viejo Conciliasueños y las velas de la tarta de su décimo cumpleaños narraban historias. Borita Casas comenzó su viaje en busca de las amigas de Antoñita a través de un mágico imán proyectado sobre la pared de su salita.

### En escena
Pronto Borita Casas llevó sus historias a otros espacios, tales como actividades benéficas o el Teatro de Monigotes de los domingos, en los escenarios del Teatro Alcázar y el Teatro Albéniz de Madrid, alternando con los mejores cómicos del momento, Tip y Top, es decir, Luis Sánchez Polack y Joaquín Portillo.

### En relatos escritos
El ciclo novelístico recorre la vida de Antoñita desde los siete años hasta los veinte aproximadamente. Es la historia de una niña que crece en el Madrid de los años cuarenta y se hace mujer al comienzo de los años cincuenta, en pleno franquismo.
Antoñita es una niña de clase media acomodada que vive las aventuras de la época, en el colegio, en su casa, en la playa, en la sierra... Hay otros personajes que comparten el éxito con Antoñita: su chacha Nicerata, buena y dócil; la tía Carol, Pepito, su hermano, e Isabel su hermana pequeña, a la que siempre llamará Titerris; la cocinera Remigia, su tía Rosalía y sus primos Paquito y Pichichi; sus padres, su abuela, las monjas; sus amigas Malules, Josefita, «Melocotón», otros amigos y vecinos...
En 1947, cuando el programa radiofónico podía estar empezando a decaer, Consuelo Gil Roesset, directora de las revistas juveniles Chicos y Mis Chicas, de una colección de novelas y de Gilsa Ediciones visitó Radio Madrid y se interesó por la publicación de las peripecias de Antoñita. Tras un tiempo de colaboración en forma de historias semanales en la revista, se publicó en Madrid el primer libro en 1948, con dibujos de Mariano Zaragüeta. Todos los volúmenes editados por Gilsa ofrecen los dibujos de Zaragüeta, excepto Antoñita la fantástica en el País de la Fantasía y Otra vez Antoñita la fantástica, que no especifican el nombre del dibujante y Antoñita la fantástica en México cuyas ilustraciones son de Federico Blanco.
Posteriormente fueron reimpresos los siete primeros libros por Editorial Rollán (entre 1969 y 1973), con algunas variantes: alterando el orden de la primera publicación, se organizaron cronológicamente, cambiaron el título y alguno de los libros es adaptado y ampliado. Más adelante, Andina Editorial (entre 1982 y 1984) publicó los doce volúmenes de la colección. Editorial Edaf, entre 2000 y 2004, reeditó algunos volúmenes de la serie y en 2008, Ediciones Altaya publicó nuevamente los libros dentro de la colección Las lecturas de cuando éramos niñas. 

### Estilo y éxito de los libros
El estilo de Casas es un estilo espontáneo y fresco que le servía para poner en evidencia aspectos de la sociedad que no le gustan y los defectos de los adultos. En su pretensión realista, la autora trataba a menudo de representar por escrito el lenguaje de los personajes populares, el de los niños, los extranjeros, etc. Utilizó preferentemente la estructura del diario en primera persona, pero procuró darle variedad a esos esquemas narrativos. El catolicismo ocasional de algunos pasajes responde a exigencias fácticas: la editorial se fundó con el dinero de un carlista que exigía que la línea de publicación estuviese de acuerdo "con la ideología de Menéndez y Pelayo".
Antoñita tuvo un éxito sin precedentes, tanto que Borita Casas decidió hacerla crecer para que viviera también al lado de sus lectores; además, la sacó de las ondas y las letras de molde para los más pequeños por medio del Teatro de monigotes, obras que se representaron en el Teatro Alcázar de Madrid.
Casas recibió la crítica positiva de escritores como la periodista Josefina Carabias y los humoristas Álvaro de la Iglesia y Ramón Gómez de la Serna, así como de Jacinto Benavente, consiguiendo incluso el premio anual de libreros de Madrid.
A finales de los cincuenta contrajo matrimonio y marchó a México. Murió en la residencia del Sagrado Corazón de Jesús, de Cienmpozuelos

## Obras
- Antoñita la Fantástica. Madrid: Gilsa, S.A. Ediciones, 1948; reimpresa como Antoñita la Fantástica tiene mucho que contarnos, Pinto: Andina S.A. Editorial, 1984. Reeditada con edición, introducción y notas de Ramiro Cristóbal, Madrid: Editorial Castalia, 1989; y Madrid: Editorial Edaf S.A., 2000.
- Más historias de Antoñita la Fantástica. Madrid: Gilsa, S.A. Ediciones, 1948; reimpresa como Antoñita la Fantástica sigue creciendo, Pinto: Andina S.A. Editorial, 1984.
- Antoñita la Fantástica y su tía Carol. Madrid: Gilsa, S.A. Ediciones, 1949; reimpresa en Pinto: Andina S.A. Editorial, 1984.
- Antoñita la Fantástica y Titerris. Madrid: Gilsa, S.A. Ediciones, 1951; reimpresa en Pinto por Andina S.A. Editorial, 1982.
- Antoñita la Fantástica se pone de largo Madrid: Gilsa, S.A. Ediciones, 1951; reimpresa como Antoñita la Fantástica, aprendiza de mujer. Pinto: Andina S.A. Editorial, 1984.
- Antoñita la Fantástica en el País de la Fantasía. Madrid: Gilsa, S.A. Ediciones, 1952; reimpresa en Pinto: Andina S.A. Editorial, 1983.
- La hermana de Antoñita la Fantástica. Madrid: Gilsa, S.A. Ediciones, 1953.
- Cuando Antoñita la Fantástica cumplió diez años. Madrid: Gilsa, S.A. Ediciones, 1955; reimpresa en Pinto: Andina S.A. Editorial, 1982.
- Las amigas de Antoñita la Fantástica. Madrid: Gilsa, S.A. Ediciones, 1955.
- Otra vez Antoñita la Fantástica. Madrid: Gilsa, S.A. Ediciones, 1956.
- Antoñita la Fantástica en México. Madrid: Gilsa, S.A. Ediciones, 1957; reimpresa en Pinto: Andina S.A. Editorial, 1984.
- El álbum de Antoñita la Fantástica Madrid: Gilsa, S.A. Ediciones, 1958.

- Antoñita la fantástica... "y el mundo que la rodea". Pinto: Rollán, 1969.
- Antoñita la fantástica, "va al colegio". Pinto: Rollán, 1971.
- Antoñita la fantástica... "y su primera comunión". Pinto: Rollán, 1971.
- Antoñita la fantástica, "de vacaciones". Pinto: Rollán, 1972.
- Antoñita la fantástica, "hablan las velitas charlatanas". Pinto: Rollán, 1972.
- Antoñita la fantástica "regresa del país de la fantasía". Pinto: Rollán, 1973.
- Antoñita la fantástica "viaja a México". Pinto: Rollán, 1973.

### En el cine
La única adaptación, hasta ahora de Antoñita la fantástica al cine es Tres ladrones en la casa. Película dirigida por Raúl Cancio, estrenada en 1950; con Pacita de Landa en el papel de Antoñita, Julia Caba Alba como Nicerata, María Isbert como la tía Carol y Ángel de Andrés. En algunos lugares se estrenó como "Amarás a tu prójimo".

### En televisión
Televisión Española emitió su versión protagonizada por Mara Goyanes.[cita requerida]